# Universidade Estadual do Sudoeste da Bahia
A Universidade Estadual do Sudoeste da Bahia (UESB) é uma instituição de ensino superior brasileira com sede em Vitória da Conquista, município da região Sudoeste do estado da Bahia. Além do campus-sede, possui mais dois campi, um em Jequié e outro em Itapetinga. Possui 47 cursos de graduação e ainda cursos de pós-graduação lato sensu e stricto sensu. A tradução do seu lema, do latim "adplenam vitam", significa "para a vida plena".

## História
Criada a partir da Lei Delegada n.º 12, de 30 de dezembro de 1980, a UESB foi fundada como uma instituição multicâmpus. Com a experiência da fundação da Universidade Estadual de Feira de Santana (UEFS) também no segundo governo Antônio Carlos Magalhães (1979-1983) e na gestão do secretário de Educação Eraldo Tinoco, autorizações do governo federal foram obtidas ao longo da década de 1980, a exemplo da autorização de funcionamento pelo Conselho Federal de Educação alcançada em 1987, já no governo de Waldir Pires. Nesse momento inicial, os primeiros cursos foram Estudos Sociais, Letras Vernáculas, Matemática, Física, Química, Biologia, Enfermagem, Zootecnia, Agronomia e Administração. Eles estavam alocados nos três câmpus, o de Vitória da Conquista (a sede), de Jequié e de Itapetinga.
No câmpus-sede são 174,5 hectares do campo agropecuário e 24 250 metros quadrados de área construída, do qual fazem parte o ginásio esportivo, clínica odontológica, a estrutura administrativa central. Ainda em Vitória da Conquista, mas fora do câmpus, estão localizados o Museu Regional, os núcleos de prática jurídica, de defesa da criança e do adolescente, e de incubação de empresas.

Mapa da Bahia com os municípios com câmpus da UESB

Os cursos de graduação da Universidade Estadual do Sudoeste da Bahia foram oferecidos, anualmente, por meio de Processo Seletivo até o ano de 2012, e estão organizados em três câmpus, que são unidades educacionais básicas da UESB, estruturados de forma a integrar as atividades de ensino, de pesquisa, de pós-graduação e de extensão nos cursos.[carece de fontes?] Em 2011 a UESB passou a aderir ao SISU, destinando 50% das vagas de graduação para alunos que se inscreveram pela plataforma utilizando a nota do ENEM.